# Роздол (Василівський район)
Роздо́л (до 1945 року — Фрідріхсфельд) — село в Україні, адміністративний центр Роздольської сільської громади Василівського району Запорізької області. Населення становить 770 осіб. До 2017 року орган місцевого самоврядування — Роздольська сільська рада.

## Географія
Село Роздол розташоване за 79 км від обласного центру та 22 км від районного центру. Поруч знаходиться село Виноградівка (1 км), за 10 км від села — смт Пришиб (в смт найближча однойменна залізнична станція) та за 18 км — смт Михайлівка. Селом тече пересихаючий струмок з загатою. Поруч пролягає автошлях міжнародного значення М18E105 (Харків — Сімферополь — Ялта).

## Населення

### Мова
Розподіл населення за рідною мовою за даними перепису 2001 року:
| Мова            | Кількість | Відсоток |
| --------------- | --------- | -------- |
| українська      | 699       | 90.78%   |
| російська       | 62        | 8.05%    |
| інші/не вказали | 9         | 1.17%    |
| Усього          | 770       | 100%     |

## Історія
Село Роздол знаходиться на території степів давньої Таврії. В період VIII—III сторіччя до нашої ери там кочували племена скіфів. Доказами того є скіфські могили неподалік села Вишнівка.
Село засноване у 1810 році німцями-колоністами під первинною назвою Фрідріхсфельд, на честь першого старости Фрідріха Лупа.
Засновниками Роздолу є 53 сім'ї із Бадена, Вюртемберга та Польщі. Станом на 1810 рік налічувалось 255 осіб.
З часом були збудовані цегляний завод та паровий млин (однин з перших в Україні).
У 1950-х роках до Роздолу були депортовані мешканці села Антонівці Шумського району Тернопільської області.
3гідно з Указом Президії Верховної Ради УРСР від 21 серпня 1952 року про виключення села Антонівці з адміністративного поділу, його мешканців, яких тоді було понад 1,5 тисячі, виселили у Запорізьку область, частина з них потрапила до Сибіру, у в'язниці.
За часів Другої чеченської війни населення Роздольської сільської ради прийняло біженців з Ічкерії.
22 листопада 2017 року утворена Роздольська сільська громада Михайлівського району, з адміністративним центром в селі Роздол.
12 червня 2020 року, відповідно до розпорядження Кабінету Міністрів України № 713-р «Про визначення адміністративних центрів та затвердження територій територіальних громад Запорізької області», затверджено склад Роздольської сільської громади.
19 липня 2020 року, в результаті адміністративно-територіальної реформи та ліквідації Михайлівського району, село увійшло до складу новоутвореного Василівського району.
26 лютого 2022 року село Роздол було тимчасово окуповане російськими загарбниками. Значна кількість жителів згодом виїхала на підконтрольну Україні територію або за кордон. Проукраїнське населення та сім'ї воїнів, які стали на захист України, піддаються частим перевіркам та репресіям.

## Інфраструктура
У сільській середній загальноосвітній школі проведений капітальний ремонт, якому позаздрять міські заклади. Чисті вулиці і розташовані майже на кожному кроці сміттєві урни. Повноцінна амбулаторія зі своєю швидкою медичною допомогою. Найкраща в області футбольна команда та великий стадіон. Повна відсутність безробіття і підприємство, яке входить до п'ятірки найкрупніших постачальників овочів в Україні.
Населений пункт ніяк не відповідає сталим уявленням про звичайне українське село. Чисті вулиці зустрінеш не в кожному місті, а рівним дорогам позаздрить будь-який водій. В селі є страусина ферма. Одразу на в'їзді в село — перші, хто зустрічає гостей Роздолу — декілька десятків страусів.
У Роздольській сільській школі навчаються 126 дітей, які приїжджають сюди із 9 населених пунктів. У 2016 році проведений ремонт шкільної їдальні. У 2017 році навчальний заклад із звичайного перетворився у справжній витвір мистецтва. Будівлю утеплили і розфарбували, замінили усі вікна та відремонтували класи — майже у кожному зроблений надсучасний ремонт і придбані нові меблі та обладнання, сушарки, стільці, столи, і майже дизайнерські картини.
Ні в кожному селі є стадіон. Навпроти футбольного поля — цілий комплекс роздягалень, душових та кімнат для суддів. Втім, такі умови повністю виправдані, адже у селі існує декілька футбольних команд. Основна виступає в аматорському футбольному чемпіонаті України.
Нині у Роздолі майже нульовий процент безробіття, адже практично всі місцеві задіяні у фермерських господарствах. Лише найбільше фермерське господарство дає біля 200 робочих місць, не рахуючи працівників, яких наймають на сезонні роботи, при тому, що в селі налічується 600 місцевих працівників. Тож на роботу з'їжджаються із сусідніх 9 населених пунктів, які входять до Роздольської сільської ради. Люди мають змогу працювати не лише у садах чи на полі, але і на допоміжних підприємствах.
У 2002 році в селі відкрита амбулаторія сімейного лікаря, хоча у більшості маленьких поселень є лише фельдшерсько-акушерські пункти, невеликі медичні пункти, або ж зовсім нічого. Втім і в такого майже європейського села були часи занепаду після розпаду колгоспу. Згодом почали з'являтись поодинокі фермери, а далі й цілі господарства. Завдяки їм та неабиякій родючості місцевих земель, нині роздольські ферми — одні з головних постачальників овочевої продукції в Україні, а село по праву можна вважати прикладом розвитку інфраструктури в регіонах.

## Економіка
- Фермерське господарство «Таврія-Скіф»

## Об'єкти соціальної сфери
- Роздольський ліцей
- Дитячий дошкільний навчальний заклад

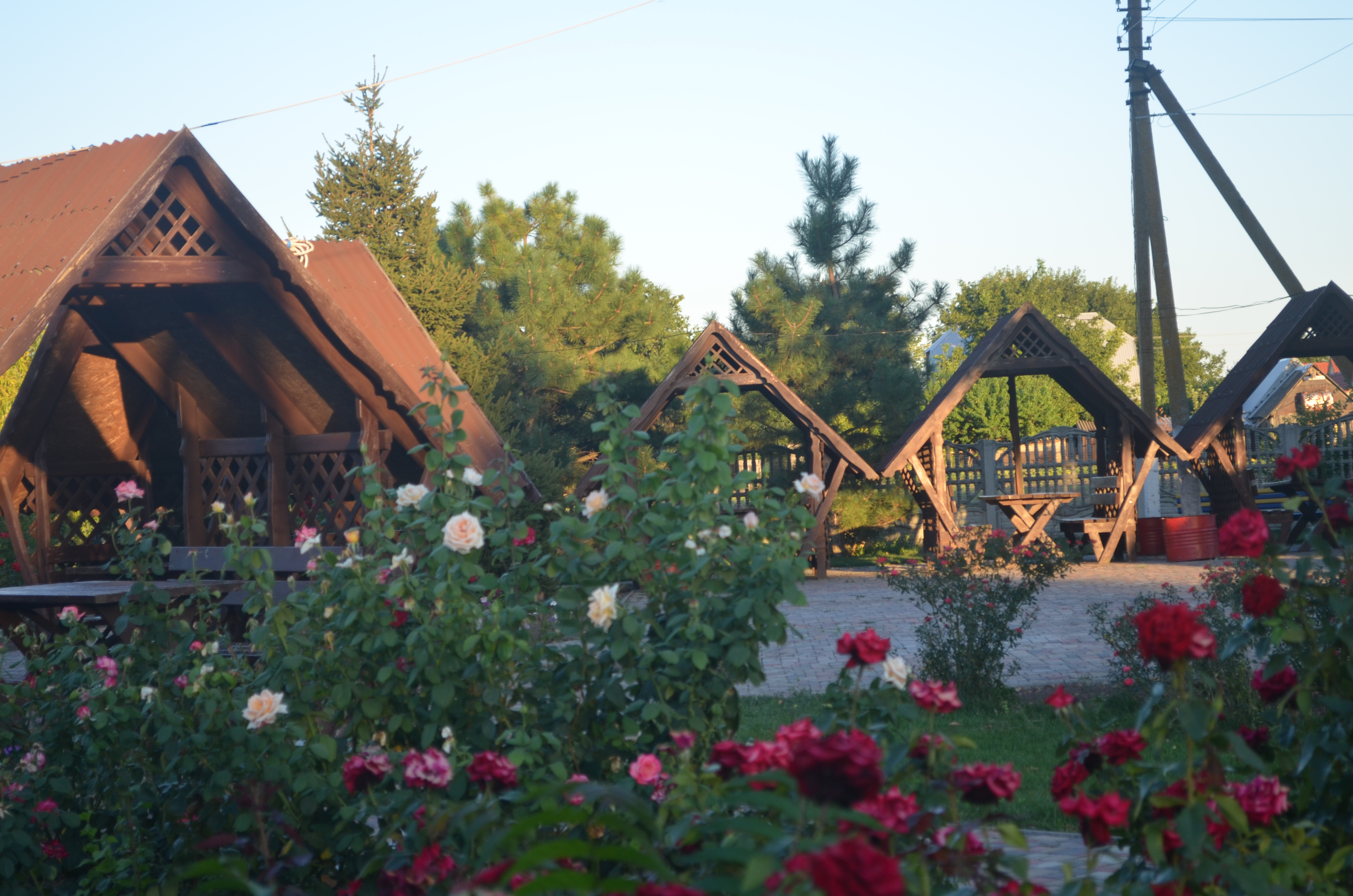
Альтанки в Роздолі у серпні

- Будинок культури
- Амбулаторія сімейного лікаря
- Інклюзивно-ресурсний центрАльтанки в Роздолі у серпні

## Релігія
- Церква Різдва Пресвятої Богородиці

## Див. також

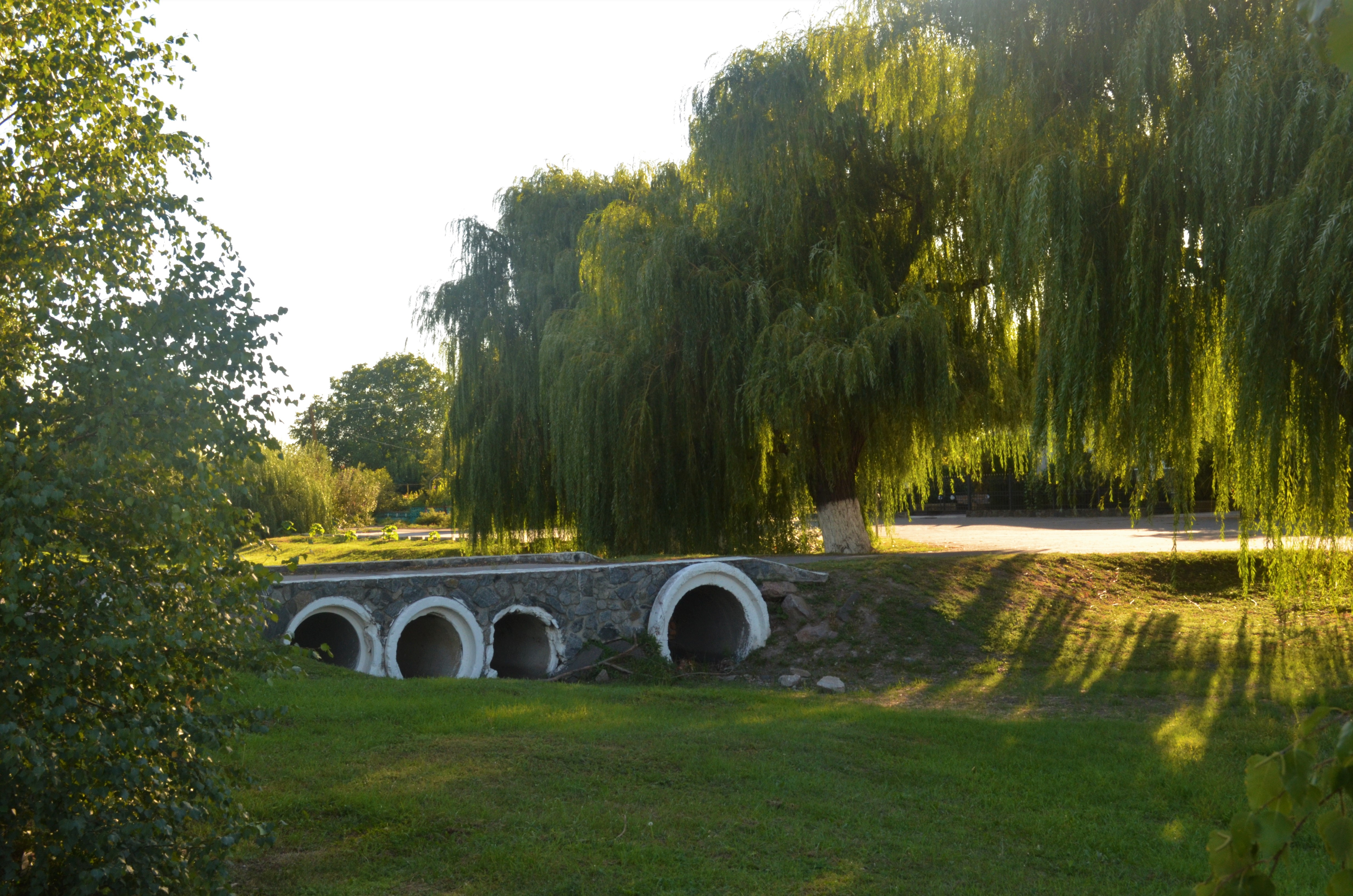
Міст в центрі села Роздол

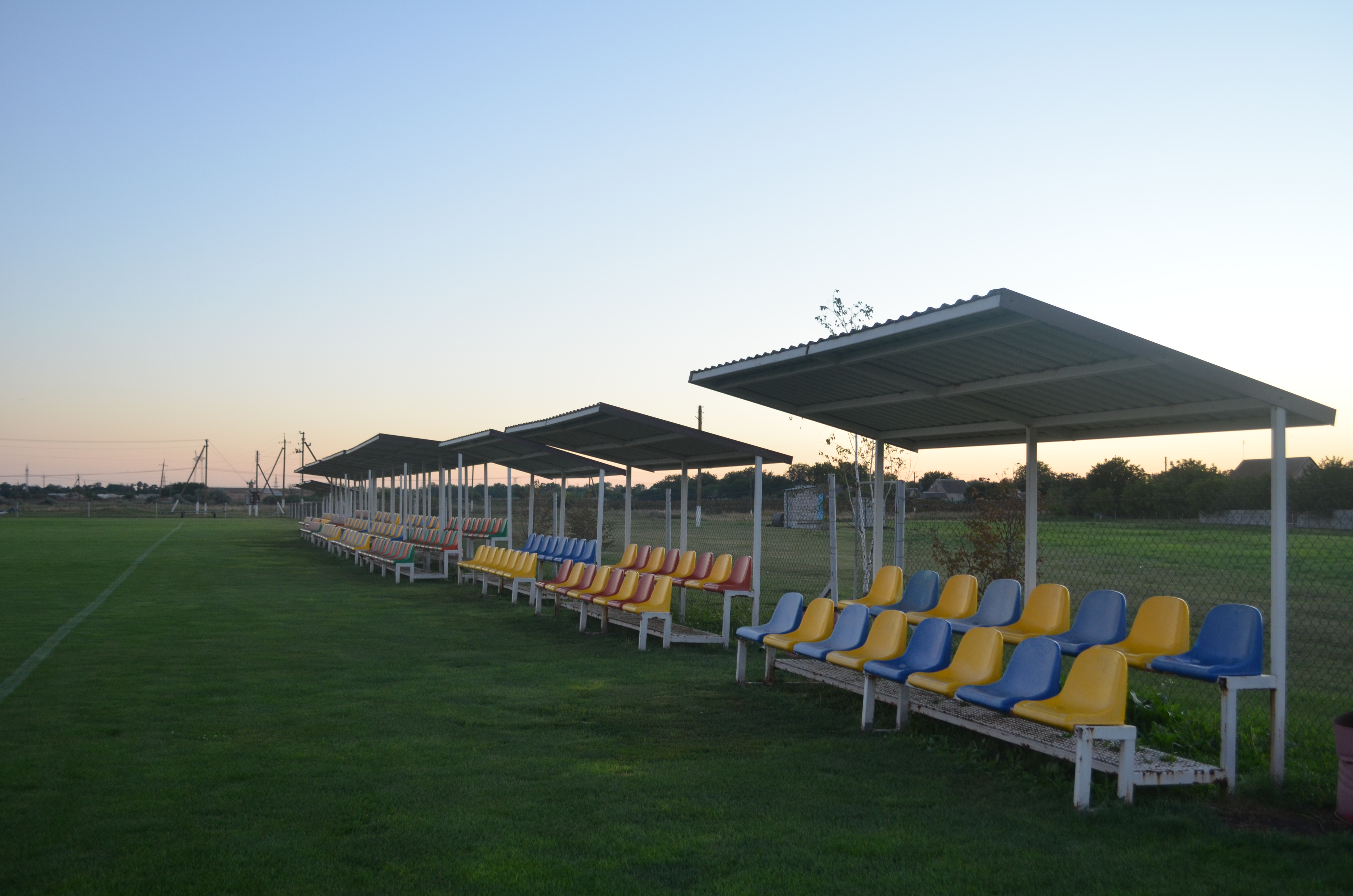
Футбольне поле в Роздолі